# Nederwiet (lied)
Nederwiet is een lied van de Nederlandse band Doe Maar uit 1980. Het is geschreven en gezongen/gesproken door Joost Belinfante met wie de bandleden - ook elders - regelmatig hebben samengewerkt.

## Geschiedenis
Nederwiet, een instructie over het verbouwen van cannabis sativa hollandica, was oorspronkelijk bedoeld voor een concert in de Amsterdamse Melkweg  waarbij Belinfante en Doe Maar zowel apart als samen zouden optreden. Het werd uiteindelijk opgenomen voor het album Skunk  dat aan het eind van het jaar uitkwam. Belinfante bleef naast zijn andere projecten met de band optreden en zodoende werd Nederwiet een podiumklassieker.

## Bijzondere live-uitvoeringen
- Tijdens de eerste editie van Veronica's Rocknacht op 8 oktober 1982 (de 36e verjaardag van Belinfante) werd het gespeeld als openingsnummer van een jamsessie met leden van Vitesse  en Golden Earring.
- Tijdens de twee afscheidsconcerten van Doe Maar op 14 april 1984 zong/sprak Belinfante aangepaste teksten over vogels en vissen met enkele verwijzingen naar Nederwiet.
- Midden jaren 80 werd het gespeeld als gezamenlijke afsluiter van een benefietconcert waar de Doe Maar-leden met hun eigen bands optraden. Een van die bands, het herenigde CCC Inc., nam het zelf ook op in het live-repertoire.

## Andere uitvoeringen en verwijzingen
- Het Comité Recreatief Druggebruik (CRD) bracht eind 1999, toevallig net na de bekendmaking van de reünie, een cd-single uit van de gelegenheidsformatie Zie Maar met een alternatieve versie van 'Nederwiet'. Onder de titel 'Pilletje of niet' zong de Utrechtse dj Red een tekst van Sacco Koster over veiliger gebruik van ecstasy. 'Dit is een lied over een pil, een witte pil. Het gaat over de methyleendioxymethamfetamine. Oftewel...ecstasy.'. Joost Belinfante had toestemming verleend voor dit project. Het nummer werd onder andere gedraaid in de Dopeshow van Giel Beelen.
- Gelegenheidsformatie Def P & Beatbusters leende het intro voor Eerlijk liegen van het album Aangenaam uit 2001. "Dit lied gaat niet over een plant!" waarschuwde Def P bij concerten.
- De Haagse band Splendid luidde een reggaeversie van het Wilhelmus in met de woorden "Dit lied gaat over een land!".
- De Amsterdamse band Lowbudgetarians speelde het in 2009 en 2010 op het Cannabis Bevrijdingsfestival met Belinfante als gastzanger/-spreker.
- Zelf bracht Doe Maar in 2012 een nieuwe versie uit met een geactualiseerde tekst.

## NPO Radio 2 Top 2000
| Nummer met noteringen in de NPO Radio 2 Top 2000 | '18  | '19  | '20  | '21  | '22 | '23  | '24  |
| ------------------------------------------------ | ---- | ---- | ---- | ---- | --- | ---- | ---- |
| Nederwiet                                        | 1211 | 1216 | 1223 | 1076 | 934 | 1026 | 1380 |

1. ↑  Een vetgedrukt getal geeft de hoogste notering aan.
2. ↑  2018 was het eerste jaar met een notering voor dit nummer.